# 長井市民文化会館
長井市民文化会館（ながいしみんぶんかかいかん）は、山形県長井市にある多目的ホールである。国道287号（長井街道）沿いにある。松ヶ池公園内に位置する。

## 概要
長井市直営の市民会館として開館、2011年度から指定管理者制度導入により山形綜合舞台サービスが管理している。コンサートやライブ会場としての利用のほか、長井芸術祭や長井市成人式、山形県総合美術展の長井巡回展の会場としても使用されている。
市教育委員会による市民文化会館の耐震改修工事のスケジュールが2018年8月に明らかとなった。それによると、実施設計を2019年2月末までに完了し、着工を同年5月、2020年度早期の完成を目指すとしている。改修工事中は利用は不可となる。また耐震改修工事に先立って、2005年にホワイエ、大会議室、中会議室の天井部分にアスベストが使用されているのが発見され、飛散防止工事が行われた。

## 沿革
1961年10月、当時の長井市教育委員会委員長の呼びかけにより、市内の文化団体が集まり長井市文化協会が設立され、参加団体も徐々に増加していった。しかし長井市内には当時こうした団体の公演に適した施設はなく、展示は中央公民館、公演は学校の体育館を活用してしのいでいたが、市民会館の建設を求める声は高かった。協会は1963年に最初の建設要望書を提出、会館建設を推進した。
事業は1973年に具体化し、1973年5月には入札が行われ、大林組が4億5500万円で工事を落札した。しかしこの年始まったオイルショックの影響で物価が上昇し、契約額は5億3120万円に増額された。費用の一部は文化協会の主導で設けられた会館建設協賛金からの寄付でまかなわれた。県内各市のほとんどは市民会館建設を終えており、長井は出遅れた形となったが、後発の利点を生かした先進的な設計が取り入れられており、身障者用のスロープやトイレも設けられた。
こうして完成した市民会館は、1974年10月23日に市制20周年記念行事と合わせて落成式が行われ、市制記念日の11月15日まで開館記念行事が続けられた。
開館後は多数の著名人が公演に訪れており、2007年には上条恒彦、倍賞千恵子ら来訪した著名人が書き残した色紙250人分の展示会が開かれた。
- 1974年（昭和49年）9月30日 - 長井市民文化会館条例を制定。
- 1974年（昭和49年）10月1日 - 開館。
- 2006年（平成18年）10月8日 - ヴィクトル・ネスラー作曲の歌劇「ゼッキンゲンのトランペット吹き」が日本初演される[9][10]。
- 2016年（平成28年）7月26日 - よしもとお笑いまつりin長井が開催。

## 営業時間・休館日
- 営業時間
  - 午前9時から午後10時まで(受付は火曜から土曜午前9時から午後5時まで)
- 休館日
  - 毎週月曜日
  - 12月28日-1月3日(年末年始)

## アクセス
- 山形鉄道フラワー長井線 南長井駅より徒歩11分

## 周辺
- 山形新聞社長井支社
- タスパークホテル